# Emergències
Emergències és un programa de televisió de TV3 que segueix bombers, metges, infermers d'urgència i mossos d'esquadra durant el seu dia a dia, mostrant les situacions límit a les quals s'enfronten.
El procés d'elaboració del programa va consistir en conviure durant setmanes o mesos amb els equips d'emergències. Aquestes persones, un total de 40, són voluntaris que es van oferir a col·laborar amb el programa. Després dels set mesos de rodatge es va passar el contingut per un sedàs, aconseguint espectaculars imatges reals d'incendis, accidents, atacs cardíacs...
La sèrie, dirigida per Pol Izquierdo, és una coproducció de TV3 amb la col·laboració de Media 3.14, una productora especialitzada en documentals. La primera emissió del programa fou el diumenge 18 de setembre de 2016, després de 30 minuts. El programa va aconseguir ser el segon programa més vist de Catalunya, darrere del 30 minuts, amb 442.000 teleespectadors i un 16,6% del share.

## Episodis i audiències
La principal funció del programa és divulgar la tasca d'uns professionals, anònims, que expliquen perquè prenen unes decisions i no unes altres. El director de TV3, Jaume Peral, va afirmar que: es tracta d'una visió de la seva feina feta amb respecte i professionalitat. Les imatges més impactants d'Emergències es combinen amb fragments d'entrevistes als protagonistes, fetes posteriorment. A més a més, el programa també s'introdueix a la vida privada dels professionals per saber com gestionen a casa els fets que han viscut a la feina, que sovint poden ser traumàtics o poden tenir conseqüències importants. Totes les persones anònimes que apareixen a la sèrie, per exemple malalts, han donat el consentiment a aparèixer a la sèrie.

### Temporada 1 (2016)
| Núm. Prog. | Nom del capítol                                                         | Data d'emissió         | Espectadors | Share |
| ---------- | ----------------------------------------------------------------------- | ---------------------- | ----------- | ----- |
| 1          | Incendi a l'Hospital Vall d'Hebron i SEM                                | 18 de setembre de 2016 | 442.000     | 16,6% |
| 2          | Rescat d'un espeleòleg i d'un turista al metro de Barcelona             | 25 de setembre de 2016 | 413.000     | 14,3% |
| 3          | Incendi a Òdena, operació de pelvis, arrítmia mortal i reanimació       | 2 d'octubre de 2016    | 257.000     | 9,3%  |
| 4          |                                                                         | 9 d'octubre de 2016    |             |       |
| 5          |                                                                         | 16 d'octubre de 2016   |             |       |
| 6          |                                                                         | 23 d'octubre de 2016   |             |       |
| 7          |                                                                         | 30 d'octubre de 2016   |             |       |
| 8          |                                                                         | 6 de novembre de 2016  | 370.000     | 13,1% |
| 9          | Maternitat, fractura de cúbit i radi, síndrome de Diògenes              | 13 de novembre de 2016 |             |       |
| 10         | Accident de bicicleta, accident d'un pescador, incendi casa unifamiliar | 20 de novembre de 2016 | 314.000     | 11,0% |
| 11         |                                                                         | 27 de novembre de 2016 |             |       |
| 12         |                                                                         | 4 de desembre de 2016  |             |       |
| 13         |                                                                         | 11 de desembre de 2016 |             |       |